# Open de Tenis Comunidad Valenciana 2003 - Qualificazioni singolare
Le qualificazioni del singolare  dell'Open de Tenis Comunidad Valenciana 2003 sono state un torneo di tennis preliminare per accedere alla fase finale della manifestazione. I vincitori dell'ultimo turno sono entrati di diritto nel tabellone principale. In caso di ritiro di uno o più giocatori aventi diritto a questi sono subentrati i lucky loser, ossia i giocatori che hanno perso nell'ultimo turno ma che avevano una classifica più alta rispetto agli altri partecipanti che avevano comunque perso nel turno finale.
Le qualificazioni del torneo Open de Tenis Comunidad Valenciana 2003 prevedevano 32 partecipanti di cui 4 sono entrati nel tabellone principale.

## Teste di serie
1. Fernando Verdasco (Qualificato)
2. Assente
3. Francisco Clavet (secondo turno)
4. Álex Calatrava (Qualificato)

1. Óscar Hernández (ultimo turno)
2. Mario Radić (ultimo turno)
3. Salvador Navarro-Gutierrez (primo turno)
4. Éric Prodon (primo turno)

## Qualificati
1. Fernando Verdasco
2. Olivier Patience

1. František Čermák
2. Álex Calatrava

## Tabellone

### Legenda
| - Q = Qualificato - WC = Wild card - LL = Lucky loser | - ALT = Alternate - SE = Special Exempt - PR = Protected Ranking | - w/o = Walkover - r = Ritirato - d = Squalificato |

### Sezione 1
|  | Primo turno          | Primo turno          | Primo turno          | Primo turno | Primo turno |  |  | Secondo turno       | Secondo turno       | Secondo turno       | Secondo turno | Secondo turno |   |    | Ultimo turno | Ultimo turno      | Ultimo turno      | Ultimo turno | Ultimo turno |  |
|  |                      |                      |                      |             |             |  |  |                     |                     |                     |               |               |   |    |              |                   |                   |              |              |  |
|  | 1                    | Fernando Verdasco    | 6                    | 3           | 7           |  |  |                     |                     |                     |               |               |   |    |              |                   |                   |              |              |  |
|  |                      | Rafael Moreno Negrin | 0                    | 6           | 5           |  |  | 1                   | Fernando Verdasco   | 6                   | 64            | 6             |   |    |              |                   |                   |              |              |  |
|  | Oscar Serrano-Gamez  | Oscar Serrano-Gamez  | Oscar Serrano-Gamez  | 6           | 6           |  |  |                     | Oscar Serrano-Gamez | 4                   | 7             | 4             |   |    |              |                   |                   |              |              |  |
|  | Mounir El Aarej      | Mounir El Aarej      | Mounir El Aarej      | 3           | 1           |  |  |                     |                     |                     |               |               |   |    | 1            | Fernando Verdasco | Fernando Verdasco | 6            | 7            |  |
|  | Joan Jimenez-Guerra  | Joan Jimenez-Guerra  | Joan Jimenez-Guerra  | 6           | 6           |  |  |                     |                     |                     | Marc López    | Marc López    | 4 | 63 |              |                   |                   |              |              |  |
|  | Ivan Esquerdo-Andreu | Ivan Esquerdo-Andreu | Ivan Esquerdo-Andreu | 3           | 2           |  |  | Joan Jimenez-Guerra | Joan Jimenez-Guerra | Joan Jimenez-Guerra | 4             | 1             |   |    |              |                   |                   |              |              |  |
|  |                      | Marc López           | Marc López           | 6           | 6           |  |  | Marc López          | Marc López          | Marc López          | 6             | 6             |   |    |              |                   |                   |              |              |  |
|  | 8                    | Éric Prodon          | Éric Prodon          | 2           | 4           |  |  |                     |                     |                     |               |               |   |    |              |                   |                   |              |              |  |

### Sezione 2
|  | Primo turno            | Primo turno            | Primo turno            | Primo turno | Primo turno |  |  | Secondo turno     | Secondo turno          | Secondo turno          | Secondo turno | Secondo turno |   |   | Ultimo turno | Ultimo turno     | Ultimo turno | Ultimo turno | Ultimo turno |  |
|  |                        |                        |                        |             |             |  |  |                   |                        |                        |               |               |   |   |              |                  |              |              |              |  |
|  | Marcel Granollers      | Marcel Granollers      | 3                      | 6           | 6           |  |  |                   |                        |                        |               |               |   |   |              |                  |              |              |              |  |
|  | Marcos Jimenez-Letrado | Marcos Jimenez-Letrado | 6                      | 2           | 3           |  |  | Marcel Granollers | Marcel Granollers      | Marcel Granollers      | 1             | 4             |   |   |              |                  |              |              |              |  |
|  | Olivier Patience       | Olivier Patience       | Olivier Patience       | 7           | 6           |  |  | Olivier Patience  | Olivier Patience       | Olivier Patience       | 6             | 6             |   |   |              |                  |              |              |              |  |
|  | Gastón Etlis           | Gastón Etlis           | Gastón Etlis           | 5           | 3           |  |  |                   |                        |                        |               |               |   |   |              | Olivier Patience | 7            | 2            | 6            |  |
|  | German Puentes-Alcaniz | German Puentes-Alcaniz | German Puentes-Alcaniz | 6           | 6           |  |  |                   |                        | 6                      | Mario Radić   | 5             | 6 | 2 |              |                  |              |              |              |  |
|  | Israel Matos-Gil       | Israel Matos-Gil       | Israel Matos-Gil       | 4           | 4           |  |  |                   | German Puentes-Alcaniz | German Puentes-Alcaniz | 4             | 5r            |   |   |              |                  |              |              |              |  |
|  | 6                      | Mario Radić            | Mario Radić            | 6           | 6           |  |  | 6                 | Mario Radić            | Mario Radić            | 6             | 3             |   |   |              |                  |              |              |              |  |
|  |                        | Gorka Fraile           | Gorka Fraile           | 3           | 3           |  |  |                   |                        |                        |               |               |   |   |              |                  |              |              |              |  |

### Sezione 3
|  | Primo turno            | Primo turno                | Primo turno                | Primo turno | Primo turno |  |  | Secondo turno  | Secondo turno    | Secondo turno    | Secondo turno  | Secondo turno |   |   | Ultimo turno     | Ultimo turno     | Ultimo turno | Ultimo turno | Ultimo turno |  |
|  |                        |                            |                            |             |             |  |  |                |                  |                  |                |               |   |   |                  |                  |              |              |              |  |
|  | 3                      | Francisco Clavet           | Francisco Clavet           | 6           | 6           |  |  |                |                  |                  |                |               |   |   |                  |                  |              |              |              |  |
|  |                        | Raul Morant-Rivas          | Raul Morant-Rivas          | 1           | 2           |  |  | 3              | Francisco Clavet | Francisco Clavet | 4              | 4             |   |   |                  |                  |              |              |              |  |
|  | František Čermák       | František Čermák           | 6                          | 4           | 6           |  |  |                | František Čermák | František Čermák | 6              | 6             |   |   |                  |                  |              |              |              |  |
|  | Ferran Ventura Martell | Ferran Ventura Martell     | 1                          | 6           | 3           |  |  |                |                  |                  |                |               |   |   | František Čermák | František Čermák | 6            | 62           | 6            |  |
|  | Iván Navarro           | Iván Navarro               | 5                          | 6           | 6           |  |  |                |                  | Nenad Zimonjić   | Nenad Zimonjić | 3             | 7 | 4 |                  |                  |              |              |              |  |
|  | Mehdi Tahiri           | Mehdi Tahiri               | 7                          | 3           | 3           |  |  | Iván Navarro   | Iván Navarro     | 0                | 7              | 4             |   |   |                  |                  |              |              |              |  |
|  |                        | Nenad Zimonjić             | Nenad Zimonjić             | 7           | 7           |  |  | Nenad Zimonjić | Nenad Zimonjić   | 6                | 6(1)           | 6             |   |   |                  |                  |              |              |              |  |
|  | 7                      | Salvador Navarro-Gutierrez | Salvador Navarro-Gutierrez | 6           | 68          |  |  |                |                  |                  |                |               |   |   |                  |                  |              |              |              |  |

### Sezione 4
|  | Primo turno          | Primo turno             | Primo turno             | Primo turno | Primo turno |  |  | Secondo turno | Secondo turno    | Secondo turno    | Secondo turno   | Secondo turno   |   |   | Ultimo turno | Ultimo turno   | Ultimo turno   | Ultimo turno | Ultimo turno |  |
|  |                      |                         |                         |             |             |  |  |               |                  |                  |                 |                 |   |   |              |                |                |              |              |  |
|  | 4                    | Álex Calatrava          | Álex Calatrava          | 7           | 6           |  |  |               |                  |                  |                 |                 |   |   |              |                |                |              |              |  |
|  |                      | Mariano Albert-Ferrando | Mariano Albert-Ferrando | 5           | 4           |  |  | 4             | Álex Calatrava   | Álex Calatrava   | 6               | 6               |   |   |              |                |                |              |              |  |
|  | Juan Giner           | Juan Giner              | Juan Giner              | 6           | 6           |  |  |               | Juan Giner       | Juan Giner       | 1               | 3               |   |   |              |                |                |              |              |  |
|  | Javier Garcia-Sintes | Javier Garcia-Sintes    | Javier Garcia-Sintes    | 3           | 2           |  |  |               |                  |                  |                 |                 |   |   | 4            | Álex Calatrava | Álex Calatrava | 6            | 6            |  |
|  | Sebastián Prieto     | Sebastián Prieto        | Sebastián Prieto        | 6           | 7           |  |  |               |                  | 5                | Óscar Hernández | Óscar Hernández | 3 | 4 |              |                |                |              |              |  |
|  | Didac Perez-Minarro  | Didac Perez-Minarro     | Didac Perez-Minarro     | 2           | 5           |  |  |               | Sebastián Prieto | Sebastián Prieto | 4               | 4               |   |   |              |                |                |              |              |  |
|  | 5                    | Óscar Hernández         | Óscar Hernández         | 6           | 7           |  |  | 5             | Óscar Hernández  | Óscar Hernández  | 6               | 6               |   |   |              |                |                |              |              |  |
|  |                      | Santiago Ventura        | Santiago Ventura        | 2           | 64          |  |  |               |                  |                  |                 |                 |   |   |              |                |                |              |              |  |